# Орторексија
Орторексија  (такође позната као orthorexia nervosa) јесте стечени поремећај у исхрани који карактерише претерана преокупираност здравом храном. Овај термин увео је 1997. године амерички доктор Стивен Братман. Он је предложио да ограничења у исхрани појединих особа, са намером да промовишу здравље могу парадоксално довести до нездравих последица, на пример, социјалне изолације, анксиозност, губитка способности да се хране природно, смањења интересовања за читав низ других здравих  људских активности и у ретким случајевима, тешке потхрањености или чак и смрти.
Урсула Филпот, чланица  Британског Удружења нутрициониста и виши предавач на Лидс Метрополитан Универзитету, је 2009. године   описала особе са орторексијом као "изузетно забринуте квалитетом хране коју уносе, прецизирајући и да ограничавају  исхрану у складу са њиховим личним мишљењем о томе које намирнице су заиста "чисте"." За разлику од других поремећаја исхране као што су анорексија и булимија, где се оболели фокусирају на количину хране коју поједу.
"Orthorexia nervosa" није призната као поремећај исхране од стране  америчке психијатријске асоцијације, и зато се не помиње као званична дијагноза у широко примењеном дијагностичком и статистичком Приручнику за менталне анксиозности (ДСМ).[a]

## Историја
1997. г., у чланку у часопису Yoga Journal, амерички доктор Стивен Братман је увео термин "orthorexia nervosa" од грчког ορθο- (орто, "исправно" или "правилно"), и όρεξις (грчки orexis, "апетит"), буквално значи 'прави апетит, али у пракси значи 'правилна исхрана'. Овај термин је настао по узору на анорексија, буквално значи "без апетита", који се користи у одређивању стања анорексије. (У оба термина, "nervosa" указује на нездраво психичко стање.) Братман је описао орторексију као нездраву опсесију оним за шта појединац верује да је здрава храна. Веровања о томе шта је здрава исхрана често потичу од одређених теорија о исхрани, као што су исхрана пресном храном, веганска исхрана макробиотика, а онда одлазе у крајност и доводе до поремећаја исхране и психичког и/или физичког развоја. Братман је засновао предлог о овом стању на свом личном искуству из 1970-их година, као и на понашањима која је запазио код својих пацијената 1990-их година. Братман је 2000. године у сарадњи  са Дејвидом Најтом, написао књигу Зависници од здраве хране, која говори више о овој теми.
У 2015. години, одговарајући на новинске чланке, у којима термин орторексија означава људе који једва следе један од неконвенционалних начина здраве исхране, Братман је навео следеће: "Теорија може бити обична или необична, екстремна или слаба, разумна или потпуно блесава, али, без обзира на детаље, следбеници теорије не морају нужно имати орторексију. Они су само присталице одређене теорије. Термин 'орторексија' се једино користи онда када се поремећај исхране развије око ове теорије." Братман још наводи да се, осим код појединих изузетака, најчешће теорије о здравој исхрани безбедно спроводе код већине присталица; али "за неке, пут рестриктивне дијете у потрази за здрављем може да прерасте у прехрамбени перфекционизам ." Карин Кратина, др наука, у тексту за  Национално Удружење поремећаја у исхрани сумира овај процес на следећи начин: "У једном тренутку, избор намирница постаје толико стриктан, како у погледу  разноврсност, тако  и калорија, да здравље трпи – иронија за човека у потпуности посвећеног здравој исхрани."
Иако орторексија није призната као ментални поремећај од стране Америчког психијатријског удружења, и она није наведена у ДСМ-5, од јануара 2016.  четири студије случаја и више од 40 других чланака на ову тему објављено је  у разним часописима на међународном нивоу. Према подацима истраживања објављеног  2011. године, две трећине узорка  од 111 холандских стручњака за поремећаје у исхрани верују да су се сусрели са овим синдромом у клиничкој пракси.

## Критеријуми за дијагнозу
Формални критеријуми за орторексију предложени су 2016. године у рецензији часописа "Понашања везана за исхрану", аутора др Тома Дуна са Универзитета у Северном Колораду и Стивена Братмана. ови критеријуми су:
Критеријум А. Прекомерна концентрација на "здраву" храну, као што је дефинисано теоријом о исхрани или скуп веровања, чији је специфични детаљи се могу разликовати; забележен је претеран емотивни стрес у односу на избор хране која се доживљава као нездрава,  може доћи и до губитка тежине, али се то сматра једним од аспеката савршеног здравља, а не као главним циљем. Што потврђује и следеће:
1. Компулсивно понашање и/или психичка забринутост у погледу рестриктивне исхране, за које појединац верује да промовише оптимално здравље. (Напомене на овим критеријумима додају: Навике у исхрани могу укључивати употребу концентрисаних "додатака исхрани" - суплемената. Вежбање и/или згодна фигура се могу се сматрати једним од аспеката или показатеља здравља.)
2. Кршење сопствених правила исхране изазива претеран страх од болести, осећај личне нечистоће и/или негативне физичке сензације, праћене забринутошћу и стидом.
3. Ограничења у исхрани се временом погоршавају и могу довести до елиминације читавих група намирница и све чешћег упражњавања  "чишћења" (делимичних постова) у виду детоксикације. Оваква ескалација често доводи до губитка телесне тежине, иако је ова жеља непостојећа, скривене или потиснута мислима о здравој храни.

Критеријум Б. Компулсивно понашање и психичка преокупираност се погоршава било чиме од наведеног:
1. Потхрањеност, тешки губитак тежине или друге медицинске компликације у вези са рестриктивном дијетом
2. Унутрашњи дисбаланс или погоршање у социјалном, образовном или професионалном понашању проузроковано уверењима или понашањима у вези здраве исхране
3. Позитивно мишљење о себи, самопоштовање, идентитет и/или задовољство првенствено зависи од онога што је појединац сам дефинисао као "здраво" понашање у погледу исхране.

Састављен је и дијагностички упитник за особе које пате од орторексије, слично упитницима за  друге поремећаје исхране, назван ОРТО-15. Међутим, горенаведени чланак Дуна и Братмана критикује овај истраживачки алат, јер му недостају одговарајуће унутрашње и спољашње провере.

## Симптоми
Симптоми орторексије укључују "прекомерну концентрацију на избор хране, планирање, набавку, припрему и потрошњу; посматрање хране пре свега као извор здравља, а не задовољства; нелагодност или гађење, када се нађу у непосредној близини забрањених намирница; претерано веровање да укључивање или искључивање појединих врста намирница може спречити или излечити болест, или утицати на дневно расположење; периодичне промене веровања у исхрани, док други процеси остају непромењени; моралне осуде других људи засноване на избору хране; искривљена слика о себи у смислу физичке "нечистоће", а не тежине; снажно веровање да ове навике у исхрани унапређују здравља, без обзира на знаке потхрањености.".
Код особа оболелих од орторексије јавља се патолошка опсесија биолошки чистом храном, без хербицида, пестицида и других вештачких супстанци. Они имају ригорозан начин исхране и често су то вегетаријанци, фругивори (хране се претежно воћем) или се хране сировом храном.
Оболели од орторексије одбијају да се хране ван куће, јер не верују другима који припремају храну, те стога избегавају дружења и на крају се удаљавају од пријатеља и родбине.

## Епидемиологија
Резултати научних истраживања тек треба да донесу коначну одлуку да ли студенти нутриционизма и стручњаци из ове области имају већи ризик за развој орторексије од других група становништва, због разлика резултата у литератури. Постоји само неколико значајних научних радова, који су, у покушају да истраже ширину и дубину ове до сада необјашњене болести, покушали да одреде које су то друштвене групе најугроженије. Ово укључује немачко истраживање из 2008. године , које је засновано на сумњи да нутритивно информисано становништво, као што су студенти нутриционизма на универзитетима, представља потенцијалну групу под ризиком за развој поремећаја у исхране, због значајног обима знања о храни и њеном утицају на здравље; идеја је да што више људи знају о здрављу, то је већа вероватноћа да развију нездраве опсесије здравим начином живота. Ово истраживање такође наводи да су наговештаји орторексије можда ти који  наводе појединце да изучавају нутриционизам, што  указује на то да су многи у овој области вероватно патили од овог поремећаја и пре самог почетка студија. Међутим, резултати истраживања су показали да студенти нутриционизма, на почетку студија, нису имали веће вредности на тесту орторексије од студената на другим смеровима, и због тога је у  извештају закључено да је неопходно спровести даља истраживања како би се разјаснио однос између здравственог образовања и развоја орторексије.
Слично томе, у португалском истраживању спроведеном међу студентима нутриционизма на  високошколским установама, њихове оцене  (према ОРТО-15-дијагностичком упитнику ) заправо су се смањиле, како су студије одмицале, као и укупан ризик од настанка поремећаја у исхрани који се смањио на занемарљивих 4,2%. Учесници су такође одговарали на питања из упитника, како би добили представу о њиховом прехрамбеним навикама и односу према храни, и без обзира на то што рад указује да студенти нутриционизма и медицинских наука, по правилу чешће подлежу рестриктивним навикама у исхрани, ово истраживање није нашло на  доказе који иду у прилог томе да ови студенти имају "више неуравнотежене навике у исхрани, него други студенти" Ова два наведена истраживања закључују да чак иако појединци имају више знања из облсти исхране то није нужно фактор ризика за настанак орторексије, објашњавајући да прикупљени подаци сведоче о томе да стручњаци из ове области  нису изложени већем ризику за настанак овог поремећаја.
Међутим, подаци ових епидемиолошких истраживања критиковани су да користе неприкладан алат истраживања којим се повећава преваленца.

## Реакције медија
Концепт орторексије као новонасталог поремећаја у исхрани је привукао значајну пажњу медија у 21. веку.

## Биологија
За сада нема никаквих истраживања о томе да ли постоје биолошки разлози карактеристични за настанак орторексије. То може бити манифестација опсесивно-компулзивног поремећаја, усмереног на исхрану, који има много везе са контролом. Истраживање студената из  2013. године открило је негативну корелацију између орторексије и когнитивних процеса.  То значи да је код студената који су боље решавали когнитивно сложене задатке, укључујући планирање и доношење одлука, постојала мања вероватноћа за настанак орторексије.